# Mistrovství Čech a Moravy 1896
Nel 1896 vi furono due edizioni del campionato boemo-moravo di calcio, uno in primavera e l'altra in autunno, che videro le vittorie finali del ČFK Kickers Praga in primavera e del DFC Prag in autunno. Si assegnarono due punti per ogni vittoria, uno ad ogni squadra che giunge ad un risultato di parità e zero punti per ogni sconfitta.

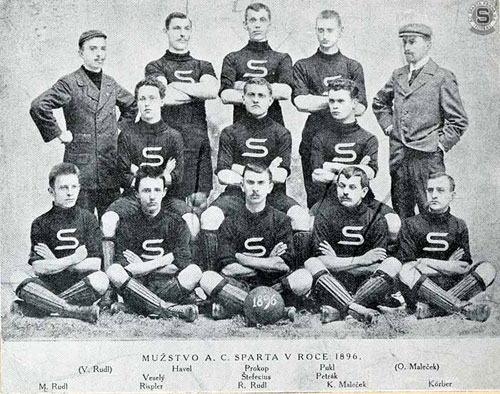
La formazione dello Sparta Praga del 1896

## Torneo primaverile
Il Mistrovství Čech a Moravy 1896 fu disputato tra quattro squadre tutte provenienti dalla regione di Praga nella stagione primaverile. Si sfidavano infatti ČFK Kickers Praha, l'SK Slavia, l'AC Sparta e l'AC Praga in un semplice girone a "gara secca". Alla fine della competizione la spuntò il ČFK Kickers mentre l'incontro secco tra AC Praga e AC Sparta non fu disputato.

### Classifica finale
|   | Classifica    | G | V | N | P | GF | GS | DR | Pti |
| - | ------------- | - | - | - | - | -- | -- | -- | --- |
| 1 | Kickers Praga | 3 | 2 | 0 | 1 | 4  | 4  | 0  | 4   |
| 2 | Slavia Praga  | 3 | 1 | 1 | 1 | 6  | 2  | +4 | 3   |
| 3 | Sparta*       | 2 | 1 | 1 | 0 | 3  | 1  | +2 | 3   |
| 4 | AC Praga*     | 2 | 0 | 0 | 2 | 0  | 6  | -6 | 0   |

*AC Praha-AC Sparta non giocata.

## Verdetti
- Kickers Praga Campione di Cecoslovacchia 1896 (primavera)

## Torneo autunnale
Il Mistrovství Čech a Moravy 1896 venne disputato anche in una edizione autunnale: anche in questo caso quattro squadre si affrontavano tutte provenienti dalla regione di Praga in un girone a gara secca. In questo torneo si affrontavano, come nel precedente torneo, AC Sparta, SK Slavia e AC Praha, l'unica nuova squadra fu il DFC Prag: nel campionato primaverile vi era infatti il CFK Kickers Praha. Fu proprio il DFC Prag la squadra vincitrice del torneo ottenendo il punteggio pieno.

### Classifica finale
|   | Classifica   | G | V | N | P | GF | GS | DR  | Pti |
| - | ------------ | - | - | - | - | -- | -- | --- | --- |
| 1 | DFC Prag     | 3 | 3 | 0 | 0 | 18 | 3  | +15 | 6   |
| 2 | Sparta       | 3 | 2 | 0 | 1 | 7  | 3  | +4  | 4   |
| 3 | AC Praga     | 3 | 1 | 1 | 1 | 2  | 4  | -2  | 2   |
| 4 | Slavia Praga | 3 | 0 | 0 | 3 | 0  | 17 | -17 | 0   |

## Verdetti
- DFC Prag Campione di Cecoslovacchia 1896 (autunno).